# Сборник сведений о кавказских горцах

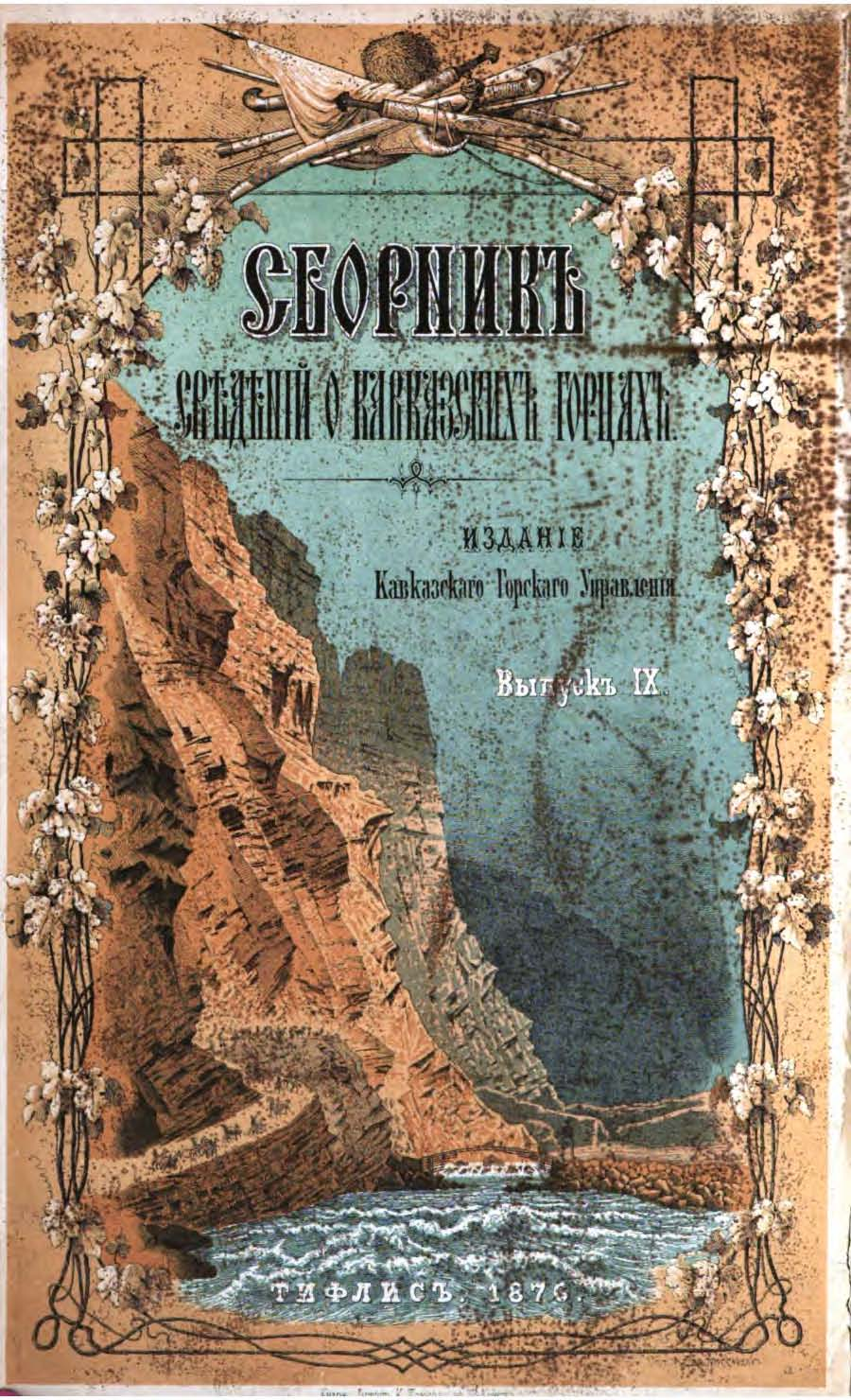
Обложка 9-го выпуска серии (1876)

«Сборник сведений о кавказских горцах» — серия книг, содержащих исследования и материалы по истории, этнографии и фольклору народов Кавказа. Издание выходило в Тифлисе с 1868 по 1881 год, всего было 10 выпусков. Издавалось при Кавказском Горском управлении (вып. 1—9), затем при Кавказском военно-народном управлении (вып. 10).
Репринтное воспроизведение первых трёх выпусков серии было опубликовано в 1992 году (под обложкой «Кавказские горцы. Сборник сведений»).

## Содержание
В Предисловии к первому выпуску говорилось о том, что имеющиеся данные по горским народам Кавказа крайне недостаточны и разрозненны, причём это касается самых разных областей: языкознания, истории и этнографии, географии и статистики. Поэтому новое издание может стать тем «прочным фундаментом», на котором «могло бы возводиться такое же прочное здание нашего знакомства с горцами». Общая тематика сборника формулировалась следующим образом:
Издание посвящено всестороннему исследованию быта наследия, по численности своей почти миллионного, живущего при своеобразных и разнороднейших условиях местности, и хотя обозначаемого общим именем — горцев, однако весьма разнохарактерного, разнообычного и разноязычного.
В конце выпуска приводилась «программа», по которой планируется издавать выпуски; она включала:
- «научные исследования, касающиеся кавказских горцев»;
- «народные сказания кавказских горцев»;
- «путешествия, мемуары и рассказы, характеризующие быт горцев»;
- «горская летопись (важнейшие распоряжения по горской администрации; современные статистические сведения о горцах; библиография сочинений, касающихся горского быта; разного рода вопросы и заметки, разъясняющие настоящее положение горцев; извлечения из дел Кавказского Горского Управления и пр.»

Последний, 10-й выпуск серии содержал обширный труд П. К. Услара «Древнейшие сказания о Кавказе», с биографией автора, написанной Л. П. Загурским, и портретом работы И. П. Пожалостина.

## Список выпусков
- Сборник сведений о кавказских горцах. Вып. 1. Тифлис, 1868.
- Сборник сведений о кавказских горцах. Вып. 2. Тифлис, 1869.
- Сборник сведений о кавказских горцах. Вып. 3. Тифлис, 1870.
- Сборник сведений о кавказских горцах. Вып. 4. Тифлис, 1870.
- Сборник сведений о кавказских горцах. Вып. 5. Тифлис, 1871.
- Сборник сведений о кавказских горцах. Вып. 6. Тифлис, 1872.
- Сборник сведений о кавказских горцах. Вып. 7. Тифлис, 1873.
- Сборник сведений о кавказских горцах. Вып. 8. Тифлис, 1875.
- Сборник сведений о кавказских горцах. Вып. 9. Тифлис, 1876.
- Сборник сведений о кавказских горцах. Вып. 10. Тифлис, 1881.

## Переиздания
- Сборник сведений о кавказских горцах. Вып. 1. М.: МНТПО «Адир», 1992. — 387 с. ISBN 5-86316-003-9
- Сборник сведений о кавказских горцах. Вып. 2. М.: МНТПО «Адир», 1992. — 405 с. ISBN 5-86316-004-7
- Сборник сведений о кавказских горцах. Вып. 2. М.: МНТПО «Адир», 1992. — 358 с. ISBN 5-86316-005-5

## Лев Толстой и «Сборник»
Лев Толстой был хорошо знаком с изданием, несколько выпусков которого он достал в 1875 году. В первую очередь он обратил внимание на фольклор горцев, помещённый в Сборнике, и писал об этом А. А. Фету:
Читал это время книги, о которых никто понятия не имеет, но которыми я упивался. Это сборник сведений о кавказских горцах, изданный в Тифлисе. Там предания и поэзия горцев и сокровища поэтические необыкновенные. Хотелось бы вам послать. Мне, читая, беспрестанно вспоминались вы. Но не посылаю потому, что жалко расстаться. Вот вам образчик.
Толстой прислал Фету песню «Высохнет земля на могиле моей», текст которой использовал позже в повести «Хаджи-Мурат». А. А. Фет сделал поэтическое переложение этого текста («Станет насыпь могилы моей просыхать…»).
В последующие годы Толстой не раз возвращался к «Сборнику», на страницах которого сделал сотни помет. В 1886 году он рекомендовал Н. Н. Иванову написать басню «Блоха и муха» по сюжету из очерка «Природа и люди Закатальского округа» (Вып. IV). Во время работы над повестью «Хаджи Мурат» Толстой использовал ряд материалов Сборника. Так, в одной из черновых глав он описывал раннюю пору жизни Хаджи-Мурата, а материалом для неё послужили «Воспоминания муталима», помещённые в вып. I и II Сборника.